# 薩帕拉伊夫卡河
薩帕拉伊夫卡河（烏克蘭語：Сапалаївка），是烏克蘭的河流，位於該國西北部沃倫州，屬於斯特里河的支流，流經盧茨克區，發源自加拉茲賈，河道全長12.4公里。